# 徳次郎宿
座標: 北緯36度39分02秒 東経139度50分38秒 / 北緯36.650526度 東経139.843948度
徳次郎宿（とくじらじゅく）は、日光街道の18番目の宿駅（宿場町）である。現在の栃木県宇都宮市徳次郎町界隈。

## 背景
徳次郎（とくじら）は、奈良時代に日光の久次良氏（久次郎氏）の領地となる。日光の久次良一族によって日光二荒山神社を遷したとされる智賀都神社が建立された。平安時代末期に宇都宮氏が勃興するとその支配下に入るが、たびたび久次良氏との勢力抗争の舞台となる。戦国時代には宇都宮国綱家臣の新田徳次郎により徳次郎城が築かれるが、安土桃山時代に宇都宮氏が改易されると没落した。
徳次郎の地名の由来には諸説在る（以下に列記）。延喜式や倭名類聚抄には河内郡の郷名等としてその名は無く、初出が宇都宮氏時代であることから、平安時代後期以降、江戸時代までに一般化した地名と考えられている。当初は『外久次良』（とくじら）の地名だったが新田徳次郎昌言がこの地に徳次郎城を築いたことに因んで漢字を当てて『徳次郎』（とくじら）とした（「徳次郎町#地名の由来」も参照）。

## 日光街道の整備
徳次郎宿は、はじめは上徳次郎宿のみであったが、上徳次郎宿、中徳次郎宿、下徳次郎宿の3宿から成る宿場町で、これらに古道旧日光街道沿いの門前村、田中村、西根村を加え徳次郎六郷と呼ばれていた。高札場は中徳次郎宿にあった。はじめ宇都宮藩であったが、嘉永四年（1851年）より代官領となった。
朝鮮通信使は日光社参に3度訪れ、江戸出発から4日目の昼食を徳次郎宿で摂るのが恒例となっていた。帰りは今市宿から徳次郎を通過して宇都宮宿で昼食を摂り、小山宿に泊まる強行軍が慣例であったため、徳次郎で昼食を摂ったのは最後の1回（明暦元年=1655年）だけであった。朝鮮通信使は本隊が200 - 300人ほどで、日本側の警護・案内・接待などの随行員を加えると1,000人超の大行列であった。琉球使節も3度、日光社参に訪れているが、行程の記録は残っていない。ただし江戸-日光間往復に要した日数が9日であったことが分かっており、朝鮮通信使と同様の行程であったと推定される。

### 人馬継立
江戸時代当初の元和3年（1617年）の時点では上徳次郎宿のみで人馬役が賄われていたが、その後中徳次郎宿および下徳次郎宿の嘆願により享保13年（1728年）より上徳次郎宿に加えて中徳次郎宿、下徳次郎宿も宿駅の役が課され合わせて徳次郎宿となった。1月を3分し上旬は中徳次郎宿、最も混雑した中旬は経験豊富な上徳次郎宿、下旬は下徳次郎宿が人馬役を当番した。

### 宿場規模
天保14年（1843年）の『日光道中宿村大概帳』によれば、徳次郎宿の本陣は2軒、仮本陣1軒、脇本陣3軒、仮脇本陣1軒が設けられ、旅籠が72軒あり、日光道中最大級規模の宿駅であった。宿内の家数は168軒、人口は653人であった。

### 江戸末期
徳次郎宿は江戸末期に天領化されて真岡代官所の管轄となる。この時代に二宮尊徳や吉良八郎の手により西原の治水事業が進められ、田川に堰が設けられ宝木台地に引水された（宝木用水（現在の新川））。

## 設備
- 宿駅
  - 本陣[✝ 4]、脇本陣2軒（上徳次郎宿）
  - 本陣、脇本陣（中徳次郎宿）
  - 仮本陣金田家、仮脇本陣（下徳次郎宿）
- 寺社
  - 知賀都明神、愛宕社、安養院【大谷道】、高雄明神、三嶋明神、星宮（上徳次郎宿）
  - 修験持宝院、稲荷社、神明社、地蔵堂、雷電社、神宮寺（中徳次郎宿）
  - 修験明王院、薬師堂、鶏権現社、稲荷社（下徳次郎宿）
- 接続道路
  - 日光街道（日光道中）
  - 奥州街道
  - 大谷道

## 交通
隣の宿
- 日光道中

宇都宮宿 - 徳次郎宿 - 大沢宿